# قصر الأمير في موناكو

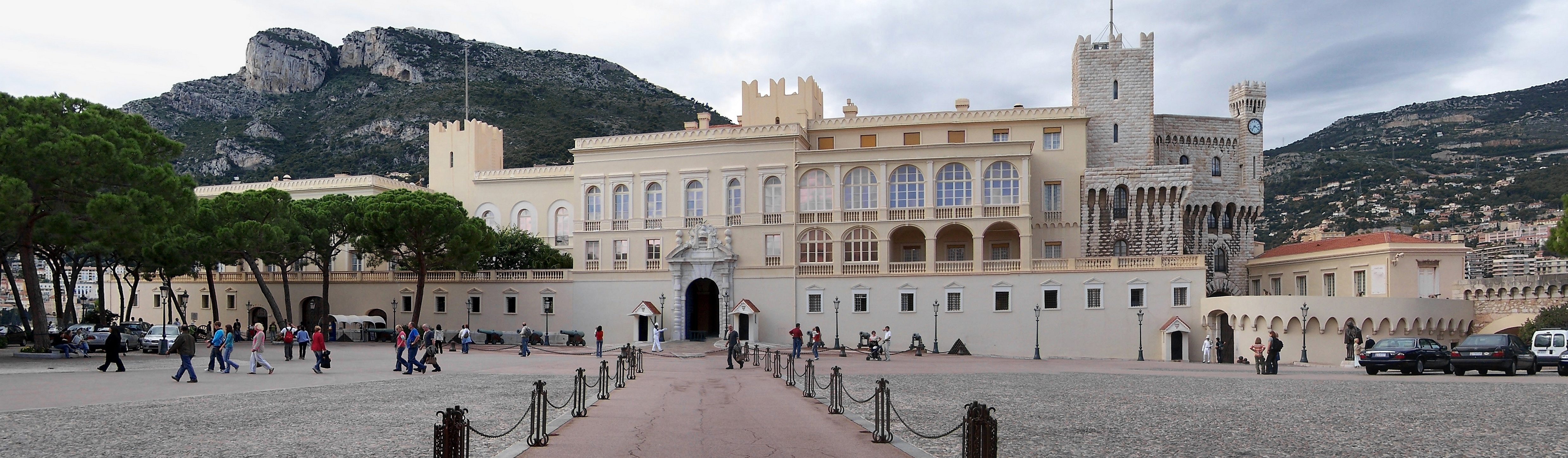
قصر الأمير في موناكو

يُعد قصر الأمير في موناكو هو المقر الرسمي لأمير موناكو. تم بناءه في عام 1191 على أنه جمهورية جنوة. وقد تعرضت للقصف والحصار على يد العديد من القوى الخارجية وذلك على مدى تاريخها الدراماتيكي الطويل. في نهاية القرن الثالث عشر، أصبحت معقل وموطن أسرة جريمالدي- أول من قاموا باحتلالها في عام 1297. حكم الجريمالدي المنطقة في البداية كمجلس لوردات إقطاعي وبحلول القرن السابع عشر كأمراء ذو سيادة ولكنهم كانوا يستمدون قوتهم من معاهداتهم المُخزية مع جيرانهم الأكبر والأكثر منهم قوة.
في ذلك الحين، قام ملوك أوروبيون آخرون ببناء قصور باروكية، وفاخرة، وتتبع عمارة عصر النهضة، ونمى الوعي السياسي المشترك الذي طالب بتحصين ملوك قصر موناكو. جعل هذا المطلب الغريب من نوعه- في مثل تلك الحقبة المتأخرة من التاريخ- قصر موناكو أحد القصور النادرة في أوروبا. وبالرغم من هذا، عندما تم تخفيف تحصيناته في أواخر القرن الثامن عشر، قام الفرنسيون باحتلاله وتجريده من كنوزه وبدأ في اضمحلاله. وفي أثناء ذلك، كان الجريمالدي قد تم نفيهم لأكثر من عشرين عامُا.
يُعد مكوث الجريمالدي في قصرهم أمرًا غريبًا- وذلك على عكس الأُسر الأوروبية الأخرى الحاكمة. فقد أدى عدم توافر القصور البديلة ونقص الأرض إلى استخدامهم نفس المقر لأكثر من سبعة قرون. مما أدى إلى انعكاس ثرواتهم وسياستهم بشكل مباشر على تطوير القصر. واستطاع الستيوارت، والبوربون، والهابسبورغ تشييد العديد من القصور الجديدة، وذلك على عكس الجريمالدين، حيث يُعد تشييد برج جديد أو جناح أو إعادة بناء أجزاء من قصر، هو أفضل ما حققوه عندما امتلكوا الثروة الطائلة والرغبة في التغيير. بالتالي، فإن قصر الأمير لا يعكس فقط تاريخ موناكو، بل أيضًا تاريخ الأسرة التي احتفلت في عام 1997 بمرور سبعمائة عام على الحكم من نفس القصر.
في أثناء القرن التاسع عشر ومطلع القرن العشرين، أصبح القصر ومالكيه رموزًا للبريق الضئيل الذي يصعب ملاحظته والتدهور المرتبطين بمنطقة مونت كارلو والريفيرا الفرنسية. ثم باتت البهجة والاتصال بالمسرح حقيقة عندما أصبحت النجمة السينمائية الأمريكية غريس كيلي سيدة القصر عام 1956. وفي القرن الحادي والعشرين، لازال القصر مقر أمير موناكو الحالي وهو ألبير الثاني.

شعار النبالة لأمير موناكو. تُمثل الدعامة فرانسيس جريمالدي الذي استولى على القصر في عام 1297 وهو مُتنكر في زي راهب، وذلك طبقًا للأسطورة.

## القصر الأميري

A: مدخل; B, C:غرف الدولة, ممر مزدوج, سلم على هيئة حدوة حصان; D:كنيسة صغيرة; E:حمام سباحة, F: برج كل القديسين; G: سيرافالي; H:برج جنوبي; K: برج المنتصف; M: برج سانت ماري; N: المكاتب الإدارية والمحلية إلخ.

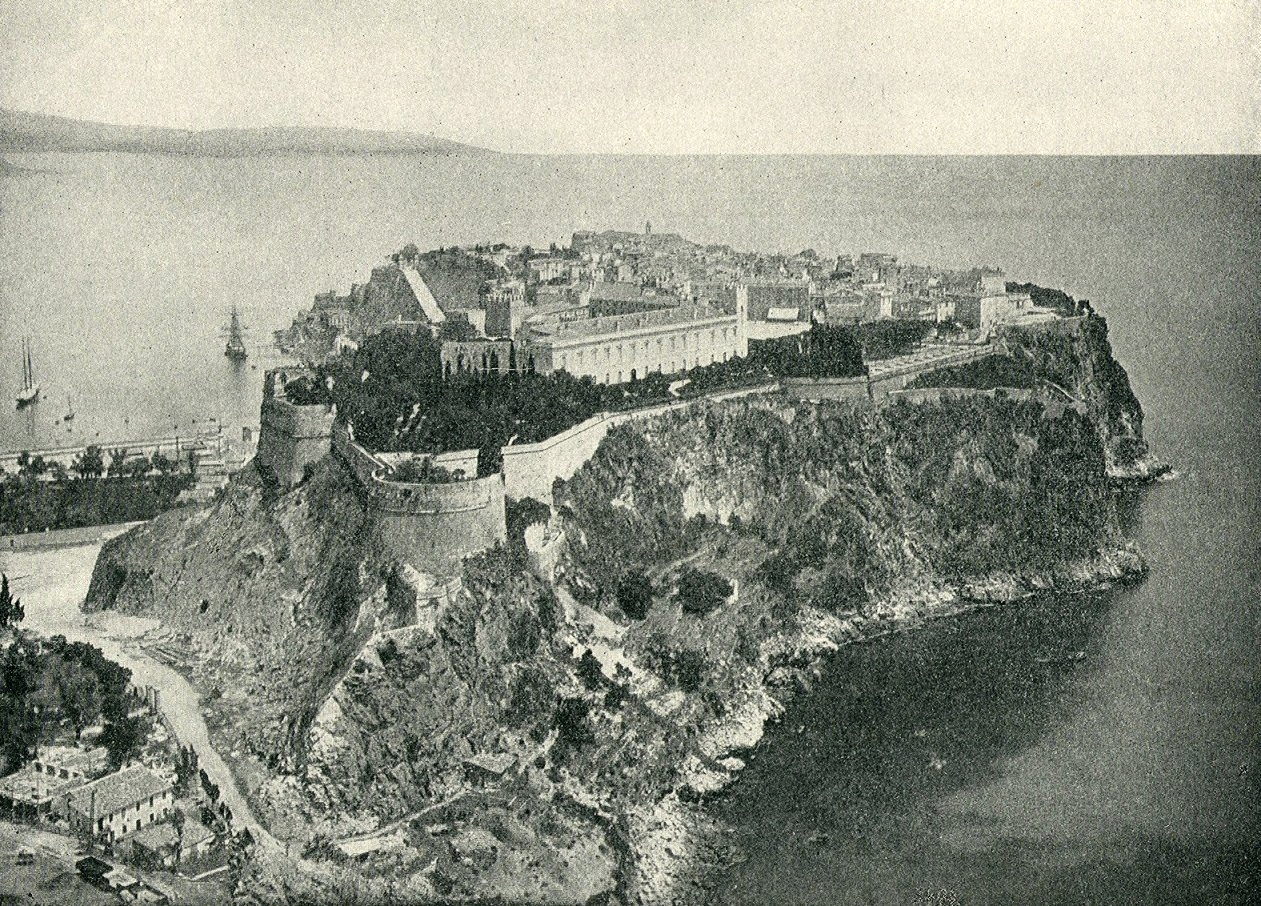
قصر الأمير في عام1890 يُظهر الدمج بين الواجهات الكلاسيكية وتحصينات العصور الوسطى. نظرًا للتطور الحديث الذي طرأ على منطقة مونت كارلو، بلإضافة إلى نمو نباتات الفلورا، أدى ذلك إلى حجب رؤية منظر القصر في الوقت الحالي.

يُعد القصر مزيج من الأنظمة المعمارية. تُعبّر أصوله العريقة عن عدم التناظر. لذلك، عند تقيم هذا المعمار؛ يجب ملاحظة أجنحة المبنى وقواعده بشكل مُنفصل. تظهر الواجهة الرئيسية كشُرفة قصر على نمط عصر النهضة في فترات مختلفة من ذلك العصر، وتبدو الأجنحة مترابطة بواسطة الطابق الأرضي الريفي المشترك. فاق هذا المعمار المرتبط بعصر النهضة القلاع التي سبقته، كالبروج التي تم إنشائها على غرار الواجهات الكلاسيكية المختلفة. تم بالفعل إعادة تشيد هذه البروج، التي يكتمل العديد منها بزينة الشرفة والكوة التي تستخدم لإطلاق النار، في أثناء القرن التاسع عشر. أما بالنسبة للجزء الخلفي من القصر؛ فتحتفظ التحصينات العتيقة من العصور الوسطى ببريقها مع مرور الزمن. فقد تم تحقيق أعظم انسجام معماري وذلك من خلال محكمة الشرف التي تم بناءها حول القصر؛ حيث يوجد مستويين من الممرات المفتوحة المحتوية على التصوير جصي التي تظهر بمثابة الشرفة الاحتفالية لظهور الأمير بالإضافة إلى كونها المدخل الرئيسي للقصر والممر الذي يربط بين غُرف الدولة في القصر.
أكثر ما يلفت انتباهنا في هذه الغرف الكثيرة هي الغُرف الأميرية. تم إنشاء هذه الغرف منذ القرن السادس عشر وفيما بعد، وتطورت لتصبح على نظام فرساي أثناء القرن الثامن عشر. وفي القرن التاسع عشر وأثناء القرن العشرين، انتشرت الغرف الأميرية على طراز القرن الثامن عشر على نطاق واسع والذي هو سائد في هذه الأيام.
تم تصميم ممر احتفالي ومُنظم يؤدي إلى غرفة الأمير. يبدأ ممر الموكب بحدوة حصان خارجية تبدو على شكل سلم يعبر من محمكة الشرف إلى صالة عرض مفتوحة تُعرف بصالة عرض هرقل. يدخل الضيوف من هذا الممر إالى صالة عرض المرآة؛ وهي عبارة عن صالة كبيرة تُشبه قصر فيرساي الذي يقع في مدينة فيرساي. تُؤدي صالة العرض تلك إالى غرفة الضباط، وهي أُولى غُرف الدولة، فيها يقوم ضباط المحمكة بتحية الضيوف قبل الاستماع للأمير في غرفة عرشه. يستمر الممر المُنتظم من صالة الضباط إلى الغرفة الزرقاء؛ هي غرفة رسم ضخمة تزينها بعض الزركشة الزرقاء بالإضافة إلى صور أسرة الجريمالدي، كما أنها تحتوي أيضًا على الثريات المصنوعة من زجاج المورانو. تليها غُرفة العرش وهي أكبر غُرف الدولة. قام أورازيو دو فيراري بإقامة سقفها وجدرانها مُصورًا خضوع الإسكندر الأكبر. وُفقًا للطراز الإمبراطوري، يوجد العرش على منصة تحت مظلة حمراء من الحرير يعلوهها تاج من الذهب. أمّا بالنسبة للأرضيات فقد تم بناءها من رُخام كارارا. منذ القرن السادس عشر، تُعقد جميع احتفالات الدولة في هذه الغرفة.

تُعد الغُرفة الحمراء أحد الغُرف الأخرى في الدولة. سُميت بهذا الاسم بسبب تغطية جدرانها بالزركشة الحمراء، وهي عبارة عن غُرفة رسم ضخمة تحتوي على رسومات لجان بروجل وتشارلز لوبرن. وعلى غرار العديد من القصور، تحتوي الغُرفة على أثاث من النُظم الفرنسية المُنمقة طبقًا للقرن الثامن عشر. تؤدي الغُرفة الحمراء إلى غُرفة يورك- التي تم فرشها لتصبح غُرفة نوم بالدولة. قام جريجوريو دي فيراري بتزينها بالرسوم الإيضاحية الجصية عن الفصول الأربعة. أمّا الغُرفة التالية فهي الغُرفة الصفراء (أحيانًا تُعرف بغُرفة نوم لويس الخامس عشر) وهي غُرفة نوم أخرى بالدولة.
تُعد غُرفة مزارين أكثر الغُرف لفتًا للانتباه في الجناح. فقد قام الحرفين، اللذين استدعاهم جول مازاران إلى فرنسا، بتبطين غرفة الرسم تلك بالذهب الإيطالي بالإضافة إالى تزينها بزخرفة متعددة الألوان. يرتبط مزارين بالجريمالدي عن طربق الزواج. تُعلق اللوحة الفنية لمزارين فوق الموقدة.
على الرغم من أجواء الهيمنة الداخلية والخارجية للقصر في القرن الثامن عشر، فلم يكن القصر نفسه على ذات الشاكلة. ولحق به العديد من التغيرات في مظهره نتيجة للتطورات الضخمة التي بدأت منذ القرن الثاني عشر. من أهم مظاهر هذه التغيرات إعادة التأثيث التي حدثت في القرنين التاسع عشر والعشرين.

## قلعة جريمالدي

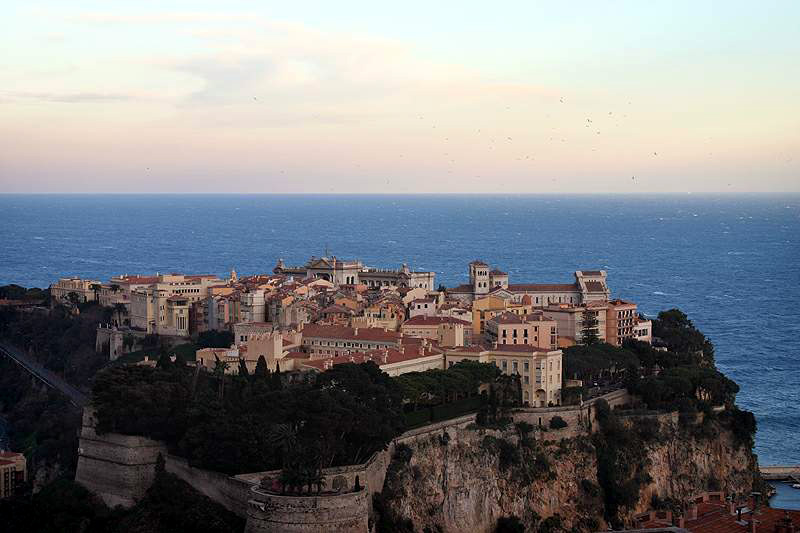
تطل صخرة موناكو على كلا من الميناء والبحر المتوسط. يقع قصر الأمير في طليعة الصخرة. أما المبنى الذي يوجد في أقصى الخلفية هو متحف لعلم المحيطات، تم بناءه طبقًا لهندسة الاديو، وكان الأمير ألبرت قد أسسه في عام 1906. يمكن رؤية بقايا برج القديسين (F) وسيرفالي (G) في أسفل يسار الصورة.

يسبق تاريخ موناكو احتلال الرومان ب122 عام قبل الميلاد. يضمن لها مينائها الطبيعي الضخم نسبة ثابتة من الزوار القادمون من المدن اللبنانية؛ الجبيل، وصور، وصيدا. وأتى مؤخرًا الفينيقيون إالى البلاد من أجل التجارة بالحرير، والزيت، والتوابل مع المواطنين. قدّم الفينيقيون آلهتهم ملقرت أو (ملك المدينة كما هو معروف في الحضارة الفينيقية)، والذي عُرف فيما بعد عند الرومان باسم هرقل مونيكوس، إلى تلك المنطقة من البحر المتوسط. وبعد هذا الاله، عاد الرومان باسم هرقل مونيكوس، إلى تلك المنطقة من البحر المتوسط. وبعد هذا الاله، أعاد الرومان تسمية منطقة بورتو هرقل مونوكو لتطور فيما بعد وتُصبح موناكو وهو الاسم الحالي لها.
تم إنشاء مقر أمير موناكو على صخرة موناكو كحصن في عام 1191 وذلك عندما تم الاستيلاء على الميناء، الذي يرتبط اليوم بمدينة مونت كارلو، من جمهورية جنوة. أعطى الإمبراطور هنري الرابع الميناء والمنطقة المجاورة له إلى مواطنين جنوة بشرط حماية الساحل من القرصنة. علاوة على ذلك، فقد تم التنازل عن المنطقة إلى مالكين جدد عن طريق مجلس بيلي ودير سانت دي بونس. في عام 1215 بدأ العمل في الحصن الجديد الذي يشمل أربعة أبراج مرتبطة معًا بواسطة أسوار محمية عن طريق حائط ساتر. شكّل هذا جوهر القصر الحالي.
تمتعت جنوة بأهمية سياسية في أوروبا في القرن الثاني عشر. شغل العديد من مواطنين جنوة التجارة، وطالما كان لثروتهم دور هام كمصرفين على شعوب الدول الأًخرى. مع ذلك، فقد انقسمت جنوة بعد الصدع الناجم عن تحدي الإمبراطور فريدريك الثاني لقوة البابا إنوسنت الرابع. وتشكّل حزبين متعارضين؛ الغويلفيون الذين أيدوا البابا، والغيبلينيون الذين كان ولائهم للإمبراطور. انضم للغويلفيين أحد الأسر الأرستوقراطية في جنوة وهي الجريمالدي. تصارع الحزبين خلال القرن الثالث عشر. في نهاية القرن، انتصر الغيبلينيين وقاموا بنفي معارضيهم، بما فيهم الجريمالدي، خارج جنوة. ويُعرف الجريمالدي المستقرين حاليًا في المنطقة بالريفييرا الفرنسية. مازالت تُعرف العديد من القلاع في تلك المنطقة بشاتو جريمالديٍ. ويدل ذلك على الحضور القوي للفروع المختلفة من الأسرة في الجوار.
تروي الأسطورة أنه في يناير عام 1297 تخفّى فرانسيس جريمالدي في زي راهب باحثًا عن مأوى له في القلعة. وليتمكن من الدخول قتل الحارس، عندئذ ظهر رجاله واستولوا على القلعة. مُنذ ذلك الحين، أصبحت القلعة معقل الجريمالدي. تم إحياء ذكرى هذا الحدث بواسطة صُنع تمثال لفرانسيس جريمالدي في حرم القصر وبداخل منزل الجريمالدي حيث صُور وهو حاملًا لسيفه في زي الراهب.
حكم شارلز الأول من عام 1331 إلى عام 1357. والجدير بالذكر أنه ابن راينر الأول، ابن عم فرانسيس جريمالدي. قام شارلز بتوسيعات ملحوظة في القلعة وذلك بإضافة مبنيين كبيرين إليها؛ أحدهما يقع مُقابلًا للأسوار الشرقية، والأخر يطل على البحر. أدى هذا إالى تغير مظهر القلعة؛ فأصبحت تبدو وكأنها منزل مُحصن أكثر من كونها قلعة. ظلت التحصينات هامة جدًا؛ ففي خلال العقود الثلاثة التالية كانت القلعة تُفقد وتُسترد بالتناوب بين الجريمالدي وجنوة. في عام 1341 استولى الجريمالدي على منتون وروكبرن مما أدى إلى تعزيز نفوذهم وقوتهم في المنطقة. ومن ثم لم يكتفوا بتعزيز دفاعات الميناء بل امتدت تأميناتهم لقلعتهم على روشير. أصبح معقل الجريمالدي الآن قاعدة قوية استطاعت الأسرة منها أن تحكم مساحة كبيرة من الأرض بالرغم من كونها غير مُحصنة.
على مدار المئة عام التالية دافع الجريمالدي عن أرضهم ضد الهجوم الذي تعرضوا له من قبل الدول الأخرى والتي تشمل جنوة، وبيزا، والبندقية، ونابولي، وفرنسا، وأسبانيا، وألمانيا، وإنجلترا، وبروفنس. تعرضت القلعة كثيرًا للقصف والتدمير وكانت دائمًا ما تُرمم. بدأ الجريمالدي تدريجيًا بعقد تحالف مع فرنسا ما أدى إلى تقوية موقفهم. وللمحافظة على أمنهم، أدرك لوردات الجريمالدي في موناكو ضرورة الجمع بين امتلاكهم لمنزل يعكس قوتهم وهيبتهم بالإضافة إلى الدفاع عن أرضهم.
طوال القرن الخامس عشر، واصل كلًا من القلعة وروشيه في التوسع وزيادة قدرة الدفاع حتى أصبحت حامية لاستيعاب 400 جندي. بدأ التحول البطئ من كونه منزل مُحصن إلى كونه قصر في هذا العصر. وكانت البداية مع مبنى لامبيرتو جريمالدي، لورد موناكو الذي حكم في الفترة من 1458 إلى 1494 وكان حاكمًا بارعًا استطاع التعامل ببراعة ودبلوماسية مع الحروب، وأتى بعده ابنه جين الثاني. شهدت هذه الفترة توسع في الجانب الشرقي من القلعة في الجناح المكون من ثلاث طوابق، والتي تتم حمايتها بواسطة الجدران الغليظة العالية التي ترتبط بالجدران ذات الزاوية المُحصنة؛ سانت ماري(M)، في المنتصف (K)، في الجنوب(H). يشمل هذا الجناح الجديد الضخم الغرفة الرئيسة للقصر وهي رواق الدولة و(التي تُعرف اليوم بغرفة الحارس). في تلك الغرفة، يقوم الأمراء بأعمالهم الرسمية وفيها تُعقد الجلسات. تم تصميم غرف أكثر فخامة والتي تحتوي على الشرفات والبلكونات لتناسب الأستخدامات الخاصة لأسرة الجريمالدي. في عام 1505 لقى جين الثاني مصرعه على يد أخوه لوسين.

## التطور من القلعة إلى القصر

### لوسين الأول (1505-1523)

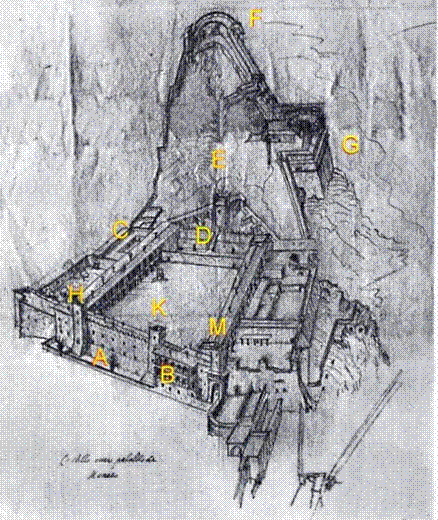
القصر في القرن السابع عشر. يوجد الشمال على يمين الصورة. A: مدخل; B, C: غرف الدولة, ممر مزدوج, سلم على هيئة حدوة حصان; D: موقع الكنيسة الصغيرة في المستقبل; E, F: برج القديسين; G: سيرافالي; H: برج الجنوب; K: البرج الأوسط; M: برج سانت ماري.

خلف جين الثاني شقيقه لوسين الأول. لم يسُد السلام لفترة طويلة في موناكو؛ ففي عام 1506 في ديسمبر حاصر أربعة عشر ألفًا من قوات جنوة موناكو وقلعتها، ودافع حوالي ألف وخمسمائة من مواطنين موناكو والمرتزقة عن روشيه واستمر ذلك لمدة خمسة أشهر حتى استطاعوا تحقيق النصر في شهر مارس في عام 1507. أدى ذلك إلى قيام لوسين الأول بعقد مُعاهدة دبلوماسية بين فرنسا وأسبانيا للحفاظ على الاستقلال المزعوم للدولة الصغرى التي كانت في حقيقة الأمر تخضع لأسبانيا. بدأ لوسين على الفور بإصلاح ويلات الحرب فقام بتحصين القصر الذي قد تم تدميره بواسطة القصف العنيف. قام لوسين بإضافة جناح ضخم (من H إلى C)، والذي يضم اليوم شقق الدولة، إلى الجناح الرئيسي. والجدير بالذكر أن الأمير لامبيرت هو من قام ببناء هذا الجناح وتم توسيعه في عهد جين الثاني.

### أونوريه الأول (1523-1581)
أثناء حكم أونوريه الأول استمرت عملية التحول الداخلي للقلعة إلى قصر. في بداية عهد أونوريه، أوضحت اتفاقية ترودسيلاس وضع موناكو كمنطقة محمية من قبل أسبانيا وتم تأكيد ذلك فيما بعد في عهد الإمبراطور الرماني المُقدس شارلز الخامس. أمد هذا الأمن للورد موناكو ليسمح له بالتركيز على الجانب الأكثر راجة من مقر اقامته بدلاً من الرغبة المستمرة في الدفاع عنه.
تم إعادة بناء الفناء؛ وقام المهندس المعماري دومينيك جالو بتصميم ممرين يمتدا بين النقطتين (H) و(C). تقع الممرات مواجهة للجناح الذي كان قد قام لوسين الأول ببناءه، ويحتوي كلا الممرين على اثنا عشر قوسًا يُزينها الدرابزين المصنوع من الرخام الأبيض في الجزء العلوي. تُعرف الممرات العلوية اليوم (بدهليز هرقل) وسُميت بهذا الاسم بسبب الرسوم التي قام أورازيو دي فيراري بنقشها على السقوف والتي تُصور أعمال هرقل وذلك في وقت سابق من حُكم أونوريه الثاني. تمد هذه الممرات والطرقات غرف الدولة في الجزء الجنوبي بعدد من الأروقة ويُعرف هذا الجزء في الوقت الحالي باسم أجنحة غُرف الدولة. على الجانب الآخر من الفناء، تم تشييد جناح جديد وتولى الفنان الجنويّ لوكا كامبياسي مسؤولية نقش اللوحات الجصية على جدرانه الخارجية. ساد اعتقاد أنه تم بناء صالات العرض (B) والتي تمتد إلى الجزء الشمالي وتطُل على الميناء في ذلك الوقت.
في عام 1529 تم إقامة توسيعات ضخمة في القصر بهدف ترفيه الإمبراطور كارلوس الخامس عندما مكث أربعة ليالي فيه، وكان ذلك في أثناء رحلته إلى بولونيا لحضور حفل تتويجه من قبل البابا كليمنت السابع.

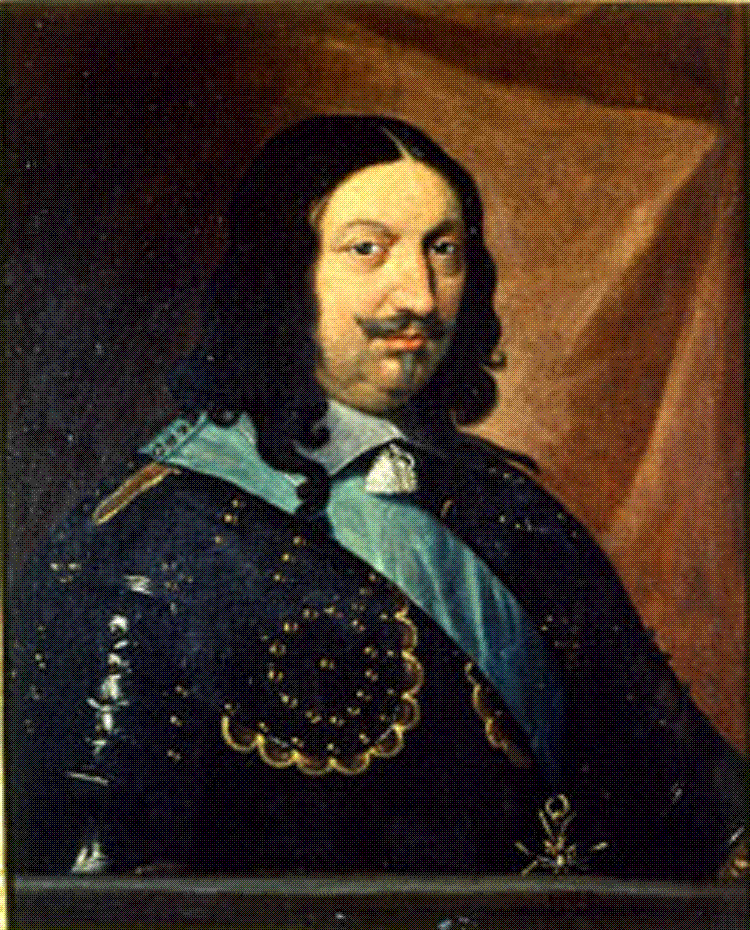
أصبح الأمير أونوريه الثاني أول أمير لموناكو في عام 1633. وقد بذل مجهودًا عظيمًا ليجعل القصر على مايبدو عليه اليوم.

بالرغم من أن هذه الفترة كانت مُثمرة معماريًا، إلا أن أونوريه الأول لم يتمكن من إعادة بناء القلعة بأسلوب راقي يتبع نظام القصور في عصر النهضة. بالرغم من الحماية الأسبانية، ظلت هناك مخاوف قائمة من هجوم فرنسا وظل الدفاع هو الأولوية الرئيسة لأونوريه. وبوضع ذلك في الحُسبان، أضاف خاصيتين جديدتين هما: برج كل القديسين (F)، وحصن سرافالي (G). كان برج القديسين نصف دائري ويحمي نهاية النتوء الصخري. تكتمل بمنصات البندقية والمدفع، كما أنها ترتيط با الكهوف التي صنعها الإنسان في الصخور نفسها. تربطه الممرات تحت الأرضية بحصن سرافالي الذي كان في جوهره عبارة برج من ثلاث طوابق يمتلئ بالمدافع والبندقيات. تم نصب بئر تحت الفناء؛ يوفر هذا البئر مياه تكفي ألف جندي محاصرين لمدة عشرين شهر، وله سقف ضخم مُحدب يتم دعمه بواسطة تسعة أعمدة. ظلت موناكو ضعيفة سياسيًا لقرن آخر، كما تأخرت أعمال البناء في الفترة من عام 1581 إلى عام 1604 وكان ذلك في أثناء ولاية الأمير شارل الثاني والأمير هرقل.

### أونوريه الثاني (1597-1662)

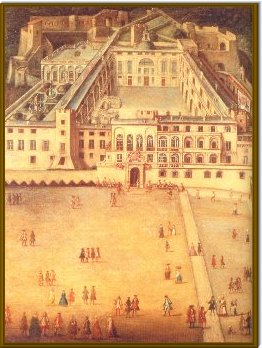
رسم جوزيف بريسون تلك الصورة للقصر في عام 1762. تظهر التعديلات التي أجراها أونوريه الثاني واضحة للعيان، كالسلم الموجود على هيئة حدوة حصان. كما توجد الكنيسة الصغيرة الجديدة التي تعلوها القبة في مؤخرة الفناء.

ازداد ضعف موناكو في عام 1506 عندما نصب الأسبانيون حامية لهم هناك. في عام 1633، أطلق الملك الأسباني رسميًا لقب (الأمير الهادئ) على أونوريه الثاني، وبالتالي تم الاعتراف بموناكو كإمارة لأول مرة في تاريخها. بالرغم من كون القوات الأسبانية مُحتلة في الوقت الراهن، إلا أن هذا الاعتراف كان أكثر من مجرد لفتة لجعل أونوريه سعيدًا.
كان أونوريه الثاني مُحبًا لكل ماهو متعلق بفرنسا. أكمل تعليمه في ميلان، وتثقف في الصالونات الفكرية في باريس. لذلك امتلك انتماءات قوية لفرنسا سياسيًا وثقافيًا، كما أنه ثار ضد الوجود الأسباني في موناكو. عندما أدرك حاجة موناكو للحماية بمساعدة قوة أخرى، كانت فرنسا هي الاختيار المُفضل له. في عام 1641، تلقى دعمًا هائلًا من فرنسا وهاجم الحامية الأسبانية وطرد الأسبانيين وأعلن (الحرية المجيدة لموناكو). اعتمدت الحرية المذكورة آنفًا اعتمادًا كبيراً على فرنسا. دخلت موناكو الآن فترة يتوجب فيها على فرنسا حمايتها واستمرت تلك الفترة حتى عام 1814. وكنتيجة لهذا الحدث؛ يُعد اليوم أونوريه الثاني بطل موناكو.
كان أونوريه الثاني ذو تعليمًا عاليًا ونصيرًا للفنون. بعد أن اطمأن أونوريه على عرشه، بدأ بتجميع أعمال تيتيان، وآلبرخت دورر، ورفائيل، وبيتر بول روبنس، وميكيلانجيلو الذين أسسوا مجموعة الأعمال الفنية التي احتواها قصر موناكو في طور تحوله البطئ من قلعة إلى قصر. وعلى مدار ثلاثين عامًا تالية، قام أونوريه بتطويره إلى قصر يُناسب الأمير.
قام أونوريه بتفويض المهندس المعماري جاك كاتون ليقوم بتوسيع القصر بالإضافة إلى تغير مظهره المُحصن القاتم. تم إصباغ الواجهة الرئيسة للقصر، التي توجد في طليعته وتطل على الساحة، بالزينة الزخرفية. تم تلميع الجزء الممتد من المقطع العلوي (B) إلى يمين المدخل. أما داخل القصر، فتم إعادة تنظيم جناح غُرف الدولة، بالإضافة إلى إنشاء شقق دولة مُنظمة. تم إهداء كنيسة صغيرة جديدة تُزينها قبة (تم بناءها على شكل حرف D) على يوحنا المعمدان. ساعد هذا العمل الجديد في التخفيف من حدة حصن سيرافالي البغيض المتواجد في الفناء، وأدى إلى خلق مناخ أهدأ لقصر عصر النهضة.

### إدارة البلاد من الخارج والثورة (1662-1815)

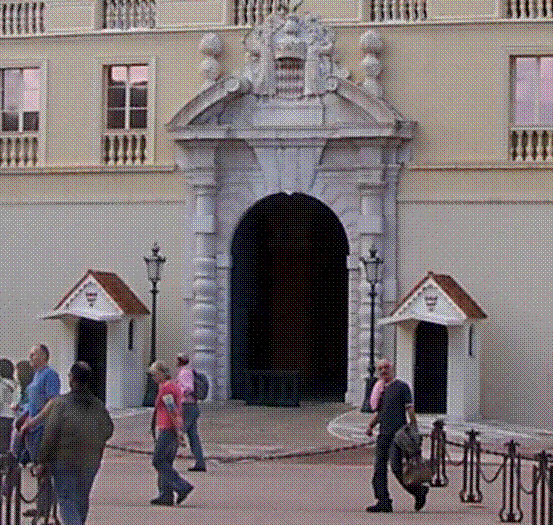
قام أنتوني جريجور بتصميم مدخل القصر من الباروكية من أجل لويس الأول.

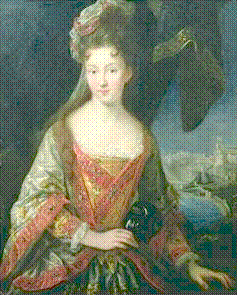
صورة أميرة موناكو لويز هيبوليت. يظهر القصر بوضوح في خلفية هذه الصورة المؤرخ لها عام 1712.

في أواخر القرن السابع عشر وبداية القرن الثامن عشر، بات واضحًا للجميع أن موناكو أصبحت دول مُستقلة رسميًا، ولكن في حقيقة الأمر كانت إقليم في فرنسا. قضى حُكامها جُل وقتهم في المحكمة الفرنسية. وكانت طريقة إدارة البلاد من الخارج هي الطريقة السائدة في ذلك الوقت في الطبقة الأرستقراطية الفرنسية. كان إغواء قصر فيرساي أعظم من بلدهم.
خلف أونوريه الثاني حفيده الأمير لويس الأول. كان الأمير الجديد ذو شخصية هادئة وقضى معظم وقته مع زوجته في المحكمة الفرنسية، حيث استمتع بميزته التي لم يمتلكها غيره وهي جمعه بين كونه رئيس أجنبي لدولة ونبيل من فرنسا. أُعجب الأمير بقصور الملك الفرنسي، الذي وظّف المهندس المعماري جين دو كاركاو ليقوم ببعض التعديلات بقصر فونتينبلو، واستخدم لويس الأول هذا القصر كمصدر إلهام للتحسينات التي ستطرأ على قصره بموناكو. لذلك كان مسؤولًا عن اثنين من أكثر مميزات القصر أبرزها: المدخل؛ وهو عبارة عن قوس ضخم من الباروكية يعلوه قوصرة يحمل أسلحة للجريمالدي. أكثر ما يلفت انتباهنا هنا هو الدرج الذي يوجد على شكل حدوة حصان مزدوجة على غرار تلك الموجودة في قصر فونتينبلو. يُعتقد أن الدرجات الثلاثين التي تكون السلم منحوتة من كتلة واحدة من رخام كارارا. قام المهندس أنتوني جريجو بتصميم كلا من العتبة للمدخل الجديد والدرج المُصمم على هيئة حدوة حصان. والجدير بالذكر أن جريجو هو مهندس من كومو.
أشار الأمير إلى ما أساء حياته الخاصة، فقد ساءت سُمعة لويس الأول بسبب الإسراف. ففي أثناء زيارته لإنجلترا عام 1677 حاول التقليل من حنق تشارلز الثاني ملك إنجلترا وذلك بإغداق الهدايا الثمينة على خليلته هورتينس مانشيني. أصبح الإنجليز والأمير لويس فيما بعد أعداء سياسين وذلك عندما شارك لويس في الحروب الإنجليزية الهولندية ضد الإنجليز وكان قائد فرسان موناكو في المعركة في الإقليم الفلامندي ومنطقة فرانش كونته. واكتسب لويس بسبب هذه الأحداث شُكر لويس الرابع عشرالذي عينه سفير الكرسي الرسولي وكلّفه بتأمين الخلافة الأسبانية. وتسببت تكاليف دعم موقعه في المحكمة البابوية بأن يبيع مُعظم أعمال جده أونوريه الثاني الفنية وقام بتجريد القصر الذي كان قد طوره من قبل في وقت لاحق على نحو مُذهل. تُوفي لويس قبل تأمين العرش الأسباني لفرنسا، الحدث الذي حصل منه الجريمالدي على مكافآت ضخمة. بدلًا من ذلك، هوت أوروبا في الحال إلى حالة من الفوضى كما لو كانت بدأت حرب الخلافة الأسبانية.
في عام 1701، خلف الأمير أنتوني لويس الأول وكانت موناكو حينئذ مُفلسة تقريبًا، على الرغم من أنه لم يزد من زخرفة الغرفة الملكية. على سقف الغرفة، صوّر جريجوريو دي فيراري وألكسندر هافندر شخصية مشهورة مُحاطة بشكل هلالي يوضح الفصول الأربعة. كان زواج أنتوني من ماريا لورين زواجًا تعيسًا وأنجبا ابنتين فقط. اقتصر دستور موناكو العرش على أفراد أسرة الجريمالدي فقط، لذلك رغب أنتوني أن يزوج ابنته الأميرة لويز هيبوليت إلى ابن عمها من أسرة الجريمالدي. تزوجت لويز هيبوليت من جاك دي جوين ماتينون، وهو رجل نبيل، وثري من نورماندي. في عام 1731 خلفت لويز أبيها في سيادة موناكو، ولكنها تُوفيت بعد بضعة أشهر. أكد ملك فرنسا على خضوع موناكو لدولة فرنسا مُتجاهلا احتجاجات الفروع الأخرى من أسرة جريمالدي، كما أنه أطاح بدستور موناكو ووافق على خلافة جاك دي جوين باسم الأمير جاك الأول.
تكلّف جاك الأول اسم وسلطة الجريمالدي، ولكن الأرستقراطية الفرنسية عاملت الأمير الجديد بشكل سيء وهو الأمر الذي جعله يتخلى عن صفوفهم ويقضي معظم وقته خارج موناكو. تُوفي في عام 1751 وخلفه ابن الأميرة لويز هيبوليت الأمير أونوريه الثالث.
تزوج أونوريه الثالث من كاثرين برينول في عام 1757، ثُم طلقها فيما بعد. المثير للاهتمام أن أونوريه الثالث كان على علاقة عاطفية بوالدة زوجته المستقبلية. وبعد طلاقها، تزوجت ماريا برينول من لويس جوزيف دي بوربون، أمير دي كوندي وعضوًا من الذين أسقطوا البيت الملكي الفرنسي، وكان ذلك عام 1798.

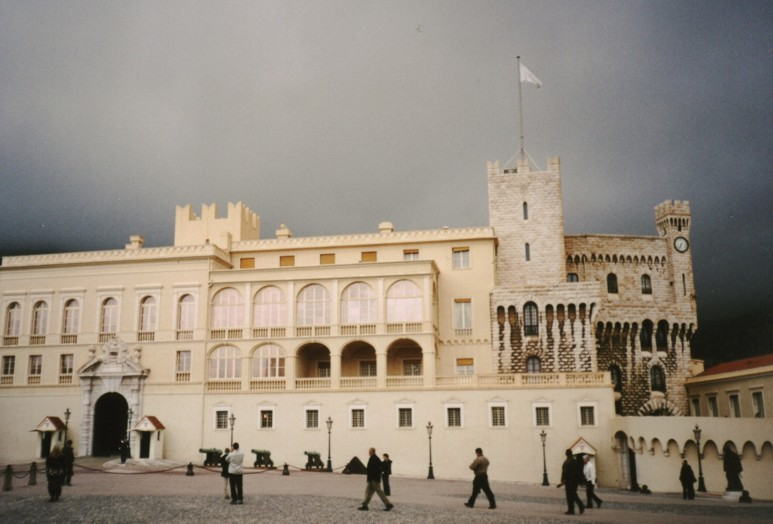
أصبح القصر مرة أُخرى "مكانًا رائعًا" في نهاية القرن الثامن عشر. وتم بناء واجهة أونوريه الثاني للقصر والتي أدت إلى إخفاء أبراج جنوة.

من المفارقات، استعاد الجريمالدي ثرواتهم عندما تزوج أحفاد كلا من هورتينس مانشيني ولويس الأول؛ فقد تزوجت لويز داماونت مزارين من ابن أونوريه الثالث ووريثه، أونوريه الرابع في المستقبل. كان هذا الزواج الذي حدث في عام 1776 مُفيدًا للغاية للجريمالدي؛ حيث أن جدة لويز هورتينس مانشيني كانت وريثة جول مازاران. لذلك، حصلت أسرة موناكو الحاكمة على كل العقارات الموروثة عن جول مازاران بما فيهم دوقية ريثيل وإمارة شاتو بورسين.
كان أونوريه الثالث جنديًا، وقاتل في فونتينوي وريكورت. كان سعيدًا لمغادرة موناكو ليتم حُكمها بواسطة الآخرين أبرزهم المعلم السابق. كانت إحدى زيارات أنوريه الثالث النادرة للقصر في عام 1767 حيث أجبر المرض إدوارد، دوق يورك، ليهبط في موناكو. تم تخصيص غرفة نوم الدولة للدوق المريض حيث تُوفي فيها على الفور. منذ ذلك التاريخ، عُرفت تلك الغرفة بغرفة يورك.
على الرغم من تعرضه للاحتلال المستمر، أصبح القصر «مكانًا رائعًا» مرة أخرى بحلول العقد الأخير من القرن الثامن عشر. مع ذلك، كانت الثورة على وشك الحدوث، وفي أواخر عام 1780 قدم أونوريه الثالث تنازلات لشعبه الذي قد تشرب الأفكار الثورية من جيرانه الفرنسيين. كانت هذه مجرد بداية لمشكلات الجريمالدي. في عام 1793، استولى قادة الثورة الفرنسية على موناكو. تم اعتقال الأمير في فرنسا كما تم مُصادرة ممتلكاته وعقاراته، بما في ذلك القصر، إلى فرنسا.
قام أتباع الأمير بسلب القصر، وقامت الحكومة الفرنسية ببيع ما تبقى من أثاث وأعمال فنية في مزاد علني. وانهالت العديد من التغيرات على كلا من الدولة والقصر. تم تغير اسم موناكو إلى فورت هرقل وأصبحت كانتون لفرنسا، في حين أصبح القصر مستشفى عسكري وملجأ. وفي باريس، تم إعدام شقيقة زوجة الأمير وتُدعى فرانسواز تيريز دي تشويسيول ستانفيل (عام 1766-1794) وكانت إحدى أخر من أُعدموا بالمقصلة في عهد الإرهاب. تُوفي أونوريه الثالث، من دون أن يستعيد عرشه، في عام 1795 في باريس حيث قضى مُعظم حياته.

## القرن التاسع عشر

### استعادة القصر

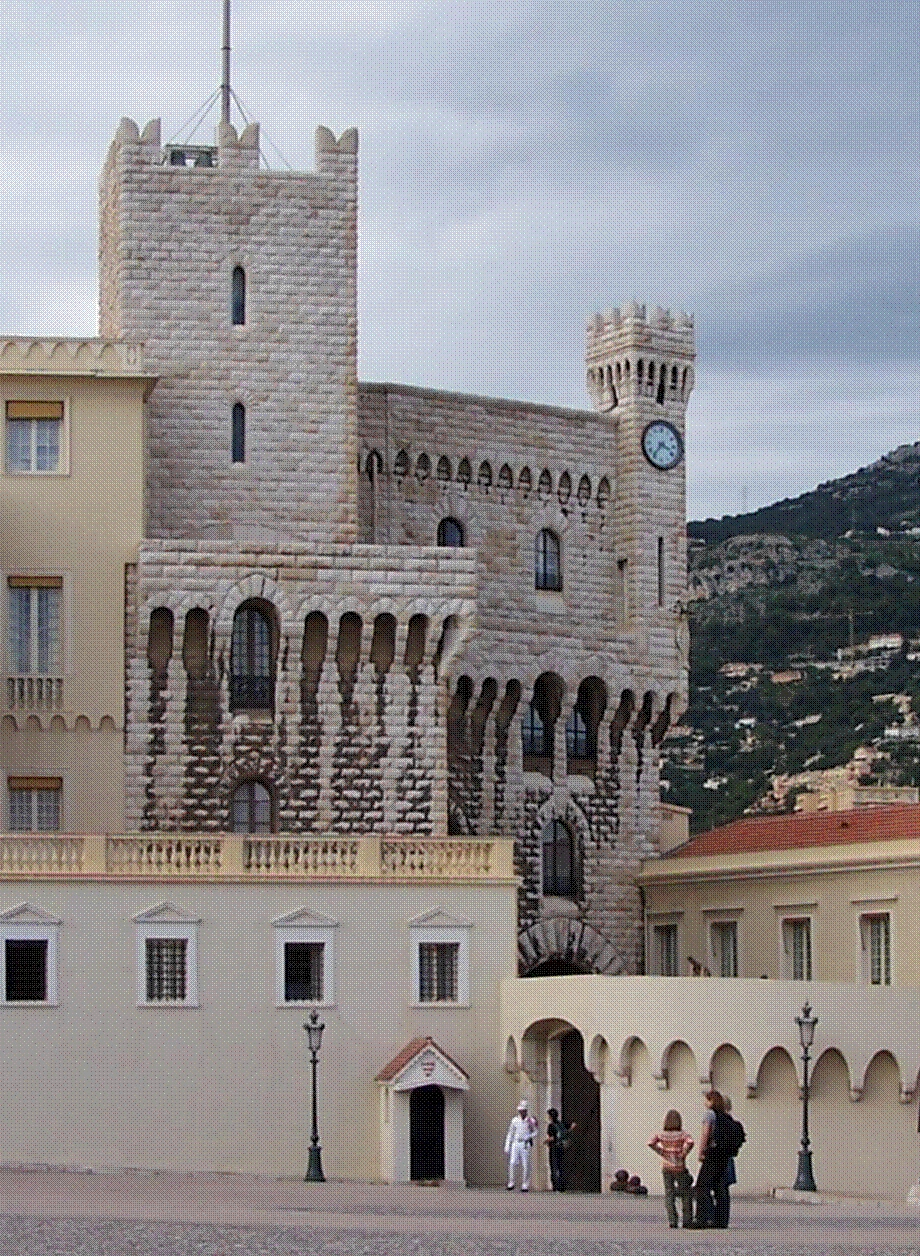
قام تشارلز الثالث بإعادة بناء برج سانت ماري (M), لتناسب قلاع العصور الوسطى. يوجد على اليمين برج ساعة ألبرت ذو الحجر الأبيض من لاتوربي.

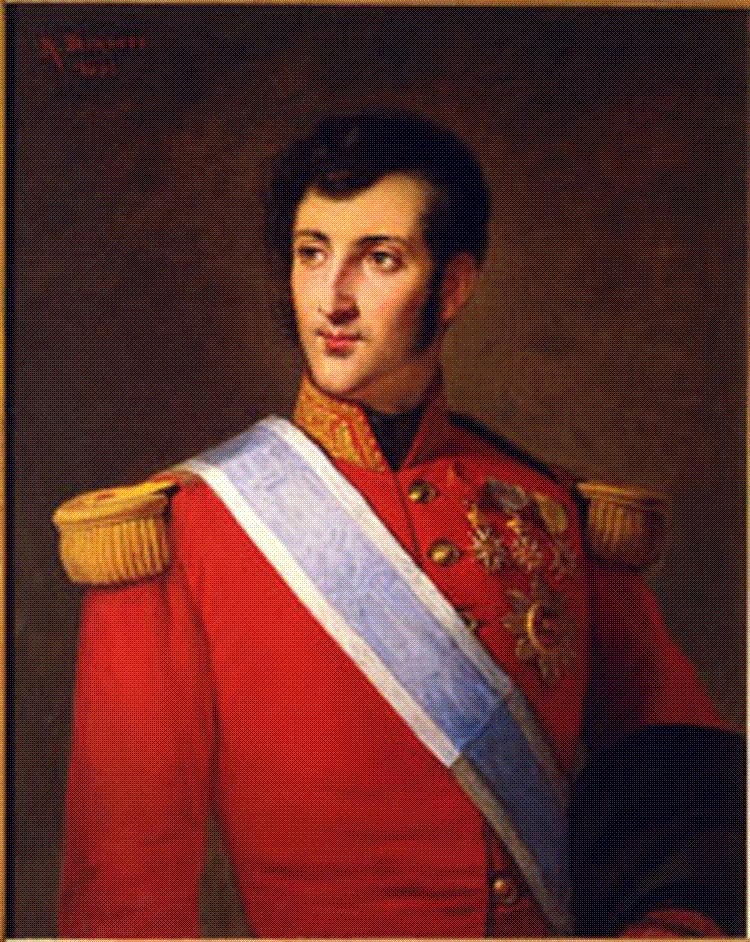
بدأ الأمير أونوريه الخامس ترميم القصر في أعقاب الثورة الفرنسية.

خلف أونوريه الثالث ابنه أونوريه الرابع (1758-1819) وساهم زواجه من لويز دي ماونت مزاران بشكل كبير في استعادة ثروات الجريمالدي. تم استنفاد العديد من هذه الثروة بسبب مصاعب الثروة. وفي السابع عشر من يونيو في عام 1814، استعاد أونوريه الرابع إمارة موناكو طبقًا لمعاهدة باريس.
تم إهمال بنية القصر كُليًا في السنوات التي تم فيها نفي الجريمالدي خارج موناكو. وكانت حالة يُرثى لها؛ حيث تم هدم جزء من الجناح الشرقي بجانب الجناح الخاص بإستحمام أونوريه الثاني، الذي يشمل اليوم متحف نابليون والمبنى الذي يحتوي على سجلات القصر.

### ترميم القصر
تُوفي أونوريه الرابع بعد فترة قصيرة من استعادة عرشه، وبدأت الإعادة الهيكلية للقصر في حكم أونوريه الخامس وأكملها بعد وفاته في عام 1841 أخوه الأمير فلوريستان. بالرغم من ذلك، ففي حكم فلوريستان، عانت موناكو مرة أخرى من التوترات السياسية الناجمة عن المشاكل المالية. نتج هذا بسبب اعتبارها محمية من سردينيا؛ الدولة التي قامت فرنسا بالتنازل عنها بعد نهاية الحروب النابليونية. كان فلوريستان غريب الأطوار (فقد كان ممثلًا بارعًا)، ترك إدارة موناكو لزوجته ماريا كارولين جيلبرت دي لاميتز. بالرغم من محاولاتها للحكم، تمرد الشعب مرة أخرى. وفي محاولة لتخفيف حدة الوضع المتأزم، تنازل فلوريستان عن السلطة لابنه تشارلز ولكن أتى ذلك متأخرًا جدًا لاسترضاء شعب موناكو. انفصلتا مينتون وروكبرن عن موناكو تاركين دولة الجريمالدي الصغيرة تتقلص بشكل واضح لتصبح أصغر بكثير من مونت كارلو.

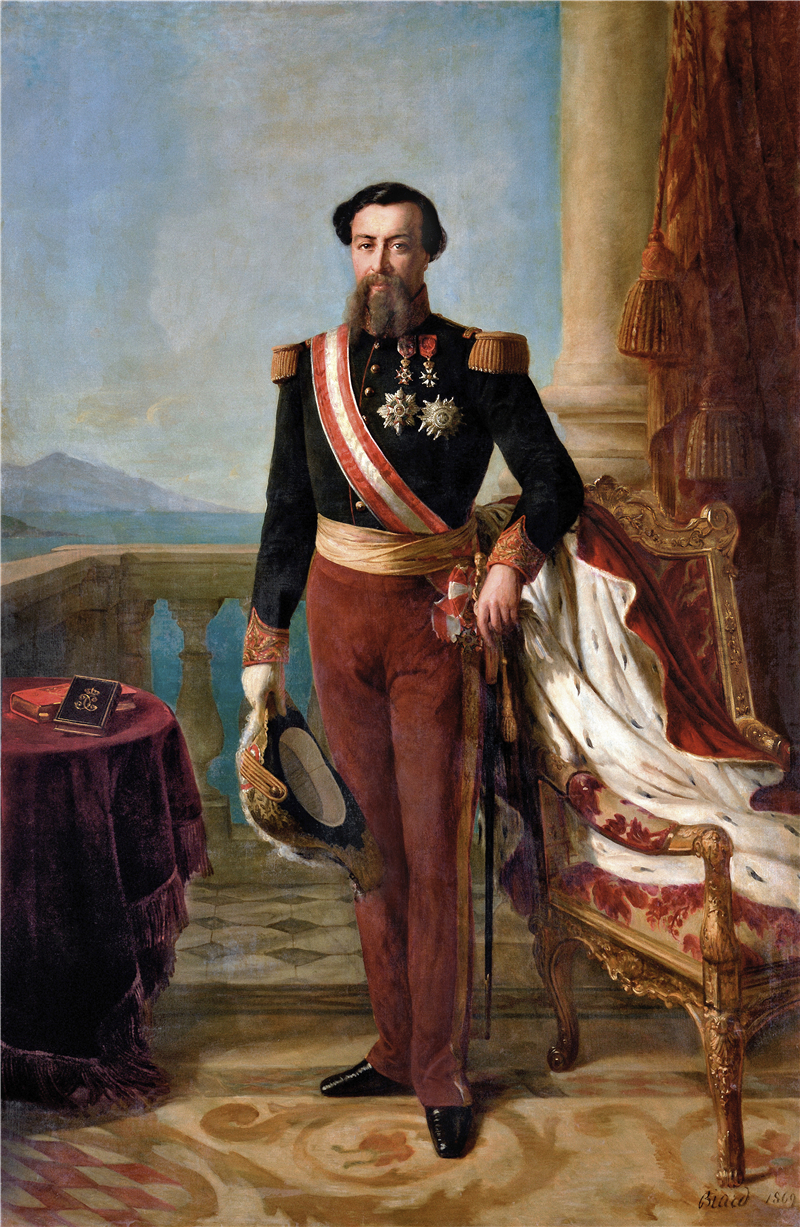
أكمل الأمير تشارلز الثالث ترميم القصر في أعقاب الثورة الفرنسية.

تُوفي فلوريستان في عام 1856 وتولى ابنه تشارلز حُكم ما تبقى من موناكو، وخلفه تشارلز الثالث. في عام 1861، أصبحتا مينتون وروكبرن جزء من فرنسا بشكل رسمي مما أدى إلى تقليص حجم موناكو بنسبة 80% وكانت تلك بمثابة الضربة لها. في خلال حُكم تشارلز الثالث، كرّس جُل وقته لإعادة ترميم القصر؛ العمل الذي كان قد بدأه عمه، أونوريه الخامس، في وقت لاحق. أعاد بناء برج سانت ماري، ورمّم الكنيسة الصغيرة بشكل كامل، وأضاف هيكلًا جديدًا، جعل السقف يبدو مُحدبًا ورُسم عليه بعض اللوحات الجصية. أما بالنسبة للخارج، فقد قام كلًا من جاكوب فورشيل وديشلير بتصوير الأعمال البطولية المُختلفة للجريمالدي. تحولت غرفة الحارس، القاعة الكبرى السابقة للقلعة (التي تُعرف الآن باسم قاعة الدولة)، بواسطة ديكورات عصرالنهضة الجديدة وإضافة المدخنة الأثرية الضخمة.
قام تشارلز الثالث بمحاولات جادة للعثور على مجموعة من الفنون الجميلة والأثاث التي قد نُهبت، وبيعت، وتبعثرت أثناء الثورة.الأعمال الفنية الجيدة التي تُزين القصر لا تقتصر فقط على صور العائلة؛ مثل صورة لوسين الأول التي رسمها دي بردز، وصورة أونوريه الثاني التي رسمها فيليب دي شامبان، وصورة أنتوني الأول التي رسمها هياسنت ريجواد، وصورة لويز هيبوليت التي رسمها فان لو، ولكن تشمل أعمال فنية أُخرى كدرس موسيقى تيتيان.
كان تشارلز الثالث مسؤول عن قصرآخر في مونت كارلو، القصر الذي كانت له مهمة تمويل الترميم، والذي يساهم في إدارة اقتصاد بلاده المُتعثر. كان هذا القصر الجديد كازنو الإمبراطورية الثانية لتشارلز جارنيه، وقد تم الانتهاء منه كُليًا في عام 1878. تم افتتاح أول كازينو في موناكو في العقد السابق. أصبحت موناكو مُكتفية ذاتيًا من خلال ذلك الكازينو.

### انهيار سلطة الجريمالدي

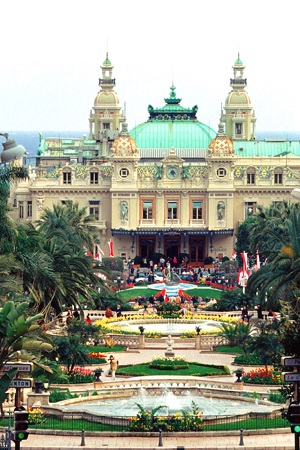
ساهم كازينو جريمالدي في تنمية ثروة الأسرة، ولكن بحلول الثمانيات، اكتسبت موناكو سُمعة سيئة بكونها دولة مُنحلة. وصف الكاتب المُعاصر سابين بارينج جود أخلاق موناكو في ذلك الحين بأنها "بالوعة أوروبا الأخلاقية".

في عام 1889 عند وفاة تشارلز الثالث، كانت موناكو ومونت كارلو وجهان لعملة واحدة، واكتسبتا سُمعة سيئة بسبب القمار؛ حيث تم اعتبارهما ساحة مُنحطة وغير نزيهه للأغنياء. جذب هذا المكان العديد من الدوق الكبار الروسين، ومن مختلف الأماكن، وكانوا عادة ما يرتادوا على ذلك المكان مع عشيقاتهم؛ مما أدى إلى تهكم العديد من الناس بما فيهم الملكة فيكتوريا على تلك البلدة الصغيرة. ومنذ أن أصبحت موناكو بهذا السوء من عام 1882، رفضت الملكة فيكتوريا إجراء أي حوارات اجتماعية من القصر وذلك عندما زارت الريفيرا الفرنسية لأول مرة. وصف الكاتب المُعاصر سابين بارينج جود أخلاق موناكو في ذلك الحين بأنها «بالوعة أوروبا الأخلاقية».
اعتاد الحكام المتعاقبين على موناكو أن يعيشوا خارج القصر وزيارته من حين لآخر. خلف ألبيرت الأول تشارلز الثالث في عام 1889. تزوج ألبرت ابنة أرستقراطي اسكتلندي. أنجب الزوجان ابنًا واحدًا، لويس، وذلك قبل أن ينفصلا في عام 1880. وفي سياق آخر، كان ألبرت عالمًا بارعًا. فقد قام بتأسيس معهد لعلوم المحيطات في عام 1906. وكداعي للسلام، أسس المعهد الدولي للسلام في موناكو. بذلت آليس هين، زوجة ألبرت الثانية، جهودًا عظيمة لتحويل مونت كارلو إلى مركز ثقافي؛ وذلك بإنشاء كلا من البالية والأوبرا في المدينة. كما أنها سعت جديًا لتحويل الكازينو إلى منزل للنقاهة للفقراء ليستجموا فيه في فصول الطقس الحارة. ولكن انفصل الزوجان قبل أن تضع خطتها للعمل.
في عام 1910، تم اقتحام القصر أثناء ثورة موناكو. ثم أعلن الأمير نهاية الحكم المُطلق وذلك بإصدار دستور بالتعاون مع البرلمان المُنتخب في العام التالي.
في عام 1922، تولى لويس الثاني الحكم خلفًا لأبيه ألبرت. وُلد لويس الثاني في ألمانيا، حيث كانا والدته وزوجها، فكان لا يعرف موناكو جيدًا حتى أصبح صبي ذو أحد عشر عامًا. كانت علاقته بوالده غير ودية. خدم لويس في الجيش الفرنسي. في أثناء غُربته، التقى بعشيقته ماري جوليت لوفيت وأنجب منها ابنة، شارلوت لويز جوليت، في الجزائر في عام 1898. كأمير موناكو، قضى لويس الثاني جُل وقته خارج القصر، فقد فضل أن يعيش عند أسرة لومارشيز بالقرب من باريس. في عام 1911، أصدر لويس قانون لإعطاء ابنته شرعية تُمكنها من وراثة العرش من بعده، وذلك لمنع انحدارها من العرق الألماني البغيض الذي تتصل به من جانب الأسرة. تم الطعن في القانون وتتطور الأمر ليصبح ما هو معروف باسم أزمة الخلافة في موناكو. وأخيرًا في عام 1919، اعتمد الأمير رسميًا ابنته غير الشرعية شارلوت، التي تُعرف باسم الأميرة شارلوت دو موناكو، لتصبح دوقة فالينتنيوس. جمع لويس الثاني القطع الأثرية المُتعلقة بنابليون الأول في متحف نابليون في القصر وجعله مفتوح لعامة الشعب.
خلال الحرب العالمية الثانية، حاول لويس الحفاظ على موناكو كدولة مُحايدة، بالرغم من تعاطفه مع فرنسا الفيشية. أدى ذلك إلى خلافه مع حفيده رينيه، نجل ابنته ووريث عرشه، الذي أيد وبقوة قوات التحالف ضد النازيين.
بعد تحرير موناكو من قبل قوات التحالف، لم يفعل الأمير لويس، البالغ من العمر 75 عامًا، شيئًا يُذكر لإنقاذ إمارته مما أدى إلى انهيارها. بحلول عام 1946، كان قد قضى مُعظم حياته في فرنسا، وفي 27 يوليو من ذات العام تزوج للمرة الأولى. وقد عاش هو وزوجته في عقارهم في فرنسا وذلك في خلال سنوات حُكمه الأخيرة التي قضاها بعيدًا عن موناكو. تُوفي الأمير لويس في عام 1949 وتولى الحُكم من بعده حفيده الأمير رينيه.

## رينيه الثالث

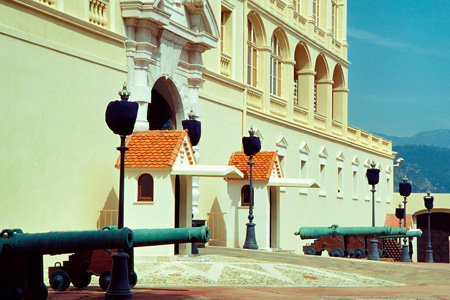
يحمي كلا من الحراس والمدفع مدخل القصر الذي تم ترميمه.

يُعد الأمير رينيه الثالث مسؤولاً عن كلاً من استعادة ثروة موناكو، وتغير سُمعتها، بالإضافة إلى الإشراف على ترميم القصر. بمجرد أن اعتلى الأمير رينيه الثالث عرشه في عام 1949، بدأ على الفور برنامجًا لتجديد وترميم القصر. تم استعادة العديد من اللوحات الجصية التي كانت بالخارج ووضعها في الفناء، كما أنه تم إعادة بناء الجزء الجنوبي، الذي تم تدميره في أعقاب الثوة الفرنسية. وتوجد الغرف الخاصة للأسرة الحاكمة في ذلك الجزء من القصر، كما يوجد أيضًا متحف نابيلون والأرشيف.
تُزين اللوحات الجصية الرواق المفتوح الذي يُعرف باسم جاليري هرقل كما أطلق عليه رينيه الثالث، الذي قام باستيراد أعمال لبير فرانسيسكو مازوشيلي والتي تُصور أبطال الخرافات والأساطير. بالإضافة إلى العديد من الغُرف التي تم إعادة تزينها وزخرفتها. قد تم ترميم العديد من الأرضيات المصنوعة من الرخام في غُرف الدولة وتم تزينها بتصميمات إنتارزيا التي تحتوي على حرف (R) مزدوجًا للدلالة على اسم الأمير رينيه الثالث.
قام رينيه الثالث بمشاركة زوجته السابقة غريس كيلي بترميم القصر، ليس هذا فقط فمنذ عام 1970 جعله أيضًا المقر الرئيسي للأعمال الضخمة والمزدهرة، الأمر الذي شجع الصناعات الخفيفة في موناكو بهدف التقليل من اعتماد موناكو على القمار كمصدر للدخل. شمل هذا استصلاح الأراضي، وتطوير الشواطئ الجديدة، وبناء المساكن الفخمة شاهقة الارتفاع. أدى ازدهار موناكو إلى التحاقها بالأمم المتحدة في عام 1993 بقيادة الأمير ألبرت، وريث رينيه، بصفته رئيسًا لوفد مونكو.
تُوفيت الأميرة غريس في عام 1982 قبل زوجها بسبب حادث سيارة. تُوفي رينيه الثالث في عام 2005 تاركًا قصره ودولته في حال أقوى وأكثر استقرارًا من الناحية المادية والهيكلية مما كانت عليه منذ قرون.

## القصر في القرن الحادي والعشرين
يُعد القصر اليوم موطنًا للأمير ألبير الثاني، ابن الأمير رينيه وخليفته في حُكم البلاد. تفتح غرف الدولة أبوابها للجمهور خلال فترة الصيف. ومنذ عام 1960، تم إعداد فناء القصر لإقامة الحفلات في الهواء الطلق والتي تُحيها أوركسترا فيلهارمونيك التي تنتمي لمونت كارلو (التي تُعرف سابقًا باسم أوركسترا الأوبرا الوطنية).
يُعد القصرأكثر من مجرد كونه مكان لجذب السياح ومتحف، فقد ظل مقرًا لحاكم موناكو ومركزًا لتنفيذ الأعمال الكاملة، وقد أكد على ذلك الحراس في أثناء مهمات عملهم اليومي. قام أمراء موناكو المستقلين، على الرغم من تقيدهم بالدستور، بإدارة شؤون البلاد وأعمالها ليل نهار. تشمل موناكو مساحة قدرها 197 هيكتار (497 فدان) في الوقت الحالي منهم 40 هيكتار (99 فدان) تم استخراجهم من البحر واستصلاحهم منذ عام 1980.
أما بالنسبة للأحداث الهامة في موناكو، مثل حفلات الزفاف وحفلات أعياد الميلاد لدى الجريمالدي، يتم فتح فناء القصر ودعوة مواطنين موناكو للحضور ويقوم الأمير بإلقاء كلمة من جاليري هرقل الذي يطل على الفناء. كا يُستخدم أيضًا الفناء لاستضافة حفل الكريسماس السنوي للأطفال. ولا يزال القصر يلعب دورًا محوريًا في حياة الأمير ورعاياه من خلال مثل هذه الأحداث، كما كان منذ أكثر من سبعمائة عام.